# 藤田琉生
藤田 琉生（ふじた りゅうせい、2006年11月17日 - ）は、神奈川県藤沢市出身のプロ野球選手（投手）。左投左打。北海道日本ハムファイターズ所属。

## 経歴

### プロ入り前
藤沢市立羽鳥小学校1年生のときに『羽鳥ファイターズ』で野球を始め、6年時は投手兼捕手の4番打者として県大会優勝。藤沢市立羽鳥中学校時代は硬式野球の『湘南クラブボーイズ』でプレーし、3年夏に投手として全国大会に出場した。
東海大学付属相模高校へ進学したが、大きな身体を上手く使いこなせずに制球に苦しみ、2年夏の神奈川大会前には左肘を疲労骨折した。2年秋に背番号18で初めてベンチ入りし、横浜高校との県大会準決勝では同点の9回裏から登板し、チームは10回表に4得点したが、藤田が10回裏に制球を乱して途中降板し、5失点を喫して敗退。ただ、翌2024年2月に高校野球で二段モーションが解禁されると、「自分のあったリズムで投げることで気持ちも楽。（フォームに）ストレスがなくなった」と二段モーションの投球フォームに変えたことで制球力が格段に向上した。3年春は初めて背番号1を付け、県大会では準優勝、関東大会ではベスト8。3年夏の神奈川大会では先発にリリーフとフル回転し、計20回1/3を5失点とチーム5年ぶりの甲子園大会出場の原動力となった。甲子園でもエースとして3試合に登板し、防御率0.84でチームをベスト8に導いた。その後、BFA U-18アジア選手権大会の日本代表に選出され、その壮行試合では自己最速の150km/hを計測。同大会では2試合・5回2/3を投げ、無失点で準優勝に貢献した。
2024年10月24日に開催されたドラフト会議にて、北海道日本ハムファイターズから2位指名を受けた。11月26日には契約金6000万円・年俸770万円（いずれも金額は推定）で仮契約を締結。12月8日に新入団会見が行われ、背番号は32と発表された。担当スカウトは坂本晃一。

## 選手としての特徴
198cmの長身が生む角度が最大の武器である左腕。持ち球は最速150km/hのストレート、ナックルカーブ、チェンジアップ、スライダーなどがある。

## 人物
両親はともに元バレーボール選手であり、父は9人制実業団チームで全国優勝を経験。母はVリーグのNECレッドロケッツに2年半在籍した。
両親ゆずりの長身で「手足が長く、正直、扱うのは難しいです。あまりケースがないですから、経験値からも教える側も大変で、言葉で伝えるのも難しいと思います。指導者のアドバイスに耳を傾けながらも、自分自身がしっかりしていかないといけない。ライバルは常に『自分』です」と好きなプロ野球選手やライバルもいないというが、「小笠原慎之介投手が背番号1で日本一になったのが印象的だった。自分も小笠原投手と同じ湘南ボーイズに入ったのも、それの影響。テレビの生中継で見て、鮮明に覚えている」と尊敬する投手に小笠原の名前を挙げている。

## 詳細情報

### 背番号
- 32（2025年[9] - ）